# Svanski jezik
Svanski jezik (svanuri; ISO 639-3: sva), jedini i istoimeni jezik svanske skupine kartvelske jezične porodice kojim govori oko 15 000 pripadnika (2000 A. Kibrik) naroda Svani na području Svanetije u Gruziji.
Jezik ima četiri dijalekta: gornjebalski, dolnjebalski (u Mestijskom rajonu i Kodorskoj dolini), lašhski i lentehski (u Lentehskom rajonu). Piše se gruzijskim pismom, ćirilicom ili latinicom. Jezik je bogat suglasnicima.
Svoj jezik nazivaju lušnu nin (ლუშნუ ნინ).
Ćirilična slova kojima se služi svanski jezik su:
а б в г ҕ д е ж ђ з ӡ h i к ӄ л м н о п ҧ q р с т ꚋ у х х́ ц წ f ш ѵ

## Vanjske poveznice
- Ethnologue (14th)
- Ethnologue (15th)